# Ностра-Синьора-де-Ла-Салетте (титулярная церковь)
Ностра-Синьора-де-Ла-Салетте (лат. Titulum Dominae Nostrae a La Salette in Monte Viridi)) — титулярная церковь была создана Папой Павлом VI в 1969 году. Титул принадлежит приходской церкви Ностра-Синьора-де-Ла-Салетте, расположенной во квартале Рима Джаниколензе, на пьяцца Девы Марии из Ла-Салетта.
Церковь, которой принадлежит кардинальский титул, была возведена в ранг прихода 18 июня 1957 года по указу кардинала-викария Клементе Микара «Neminem quidem fugit». Комплекс недвижимости принадлежит Конгрегации миссионеров де ла Салетт, которой также принадлежит церковь.

## Список кардиналов-священников титулярной церкви Ностра-Синьора-де-Ла-Салетте
- Альфреду Шерер — (28 апреля 1969 — 8 марта 1996, до смерти);
  - вакансия (1996—1998);
- Поликарп Пенго — (21 февраля 1998 — по настоящее время).